# Владимиров, Константин Александрович
Константин Александрович Владимиров (2 (14) мая 1860 — 14 марта 1926) —  инженер-механик, ординарный профессор Петербургского Горного института.

## Биография
Родился в Риге. Первоначальное образование получил в Германии, окончив курс Берлинского реального училища (1880). Затем в течение года был вольнослушателем в Санкт-Петербургском Технологическом институте, а в 1881 году поступил в Рижское политехническое училище, механическое отделение которого окончил в 1888 году.
После окончания училища работал конструктором на машиностроительных заводах: Вейхельта в Москве и Бёлькс в Харькове; был главным механиком на горном заводе Д. А. Пастухова в Сулине, где им был построен ряд машин для рудников и заводов — горных лебёдок, прокатных станов и обслуживающих их механизмов. Имел собственное техническое бюро в Одессе, где им были выполнены проекты водоподъемных станций для городов Азоват и Измаил с двигателями внутреннего сгорания и паровых насосов городской водокачки в Полтаве.
В сентябре 1892 года он получил приглашение от Совета Рижского Политехнического училища занять должность первого ассистента по конструкциям машин в Рижском политехническом училище; с октября 1893 года он начал преподавать в училище в должности доцента. В марте 1896 года Владимиров был направлен в Санкт-Петербург для изучения системы преподавания в институте Корпуса инженеров путей сообщения и Петербургском политехническом институте. В мае 1896 года устраивал выставку училища на Нижегородской выставке. Летом 1896 года провёл, по поручению Общества «Сталь» в Петрограде, исследование мощности водных потоков Олонецкой губы.
После преобразования Рижского политехнического училища в институт К. А. Владимиров в 1897 году был утверждён исправляющим должность профессора этого института по прикладной механике (утверждён профессором 19.07.1901); с 25 сентября 1901 года был утверждён деканом механического отделения института. К. А. Владимиров преподавал в институте следующие курсы: «Детали машин», «Кинематика машин», «Подъёмные машины», «Насосы», «Паровые машины», «Газовые двигатели». Он соорудил для института центральную силовую станцию с паровыми и газовыми двигателями, придав ей характер механической лаборатории.
Владимиров руководил изготовлением по его проекту на заводе Р. Маитех и Рине паровой станции с машинами и насосами для нефтепровода Баку-Батум, заслужившей особое одобрение Министерства путей сообщения. По поручению Рижского городского управления им было произведено обстоятельное экспериментальное исследование состояния всей водопроводной сети и составлен проект проведения новых магистралей, сооружения дополнительной водонапорной станции и напорных башен. Также по его проектам исполнена система отопления и вентиляции новой городской скотобойни в Риге. По поручению завода Р. Поля в Риге был организован отдел построения газовых двигателей, и Владимиров построил первые газовсасывающие установки. По заказу завода Пирвиц в Риге им были разработаны подробные проекты и типы для построения паровых машин по сериям и организована первоначальная постройка этих машин.
В ноябре 1905 года он уволился, из-за разногласий с Советом института. В мае 1906 года был избран профессором по прикладной механике Петербургского Горного института; читал курсы: «Основы машиностроения» и «Тепловые двигатели. При организации в этом институте в 1919 году самостоятельного Горно-механического факультета, он был назначен деканом факультета и руководил им до закрытия факультета в 1924 году. После этого состоял членом деканата Горнозаводского факультета.
Помимо работы в Горном институте К. А. Владимиров в период 1908—1919 годов преподавал курс «Детали машин» в Петроградском политехническом институте. С 1907 по 1926 года работал в должности профессора по выбору в Петроградском (Ленинградском) Технологическом институте.
Владимиров был председателем Петроградского Политехнического общества и непременным членом Русского Технического Общества по механическому отделению. Он участвовал в организации и управлении ряда заводов в Риге и Петрограде. Во время Первой мировой войны Петроградский Адмиралтейский судостроительный завод поручил ему разработку механизмов для переделки тяжелой береговой артиллерии крепости Свеаборга на электрическое управление. Механизмы были испытаны стрельбой на полигоне и, в отличие от первых попыток в этом направлении, оказались удовлетворяющими всем требованиям; была начата установка их и в других крепостях.
Академик А. П. Герман отмечал:

Темами научных работ Константина Александровича являлись вопросы наиболее жизненные, кардинальные и в то же время подчас весьма трудные для разрешения. Из числа его трудов должны быть отмечены следующие: Теория и расчет золотниковых парораспределений – труд, выдающийся по своей законченности и ясности изложения; метода Шлика для уравновешивания инерционных сил поршневых машин – вопрос, первостепенной важности для современных быстроходных двигателей, теория и приложение гироскопа к устойчивости судов и однорельсовых железных дорог; расчет маховиков для прокатных машин – труд, отвечающий насущным запросам Горнозаводского Машиностроения. Из области Турбомашин особого внимания заслуживает работа Константина Александровича о графическом методе расчета водяных турбин, им предложенном.
Владимиров был награждён орденами: Св. Станислава 3-й ст. (1899), Св. Станислава 2-й ст. (1905), Св. Анны 2-й ст. (1911). С 6 апреля 1914 года — действительный статский советник.
Был женат на Люции Андреевне Рожевской; 13 октября 1891 года в Одессе у них родился сын Александр, 28 июня 1894 года в Риге родилась дочь Вера.